# Anthony Jackson (musicista)
Anthony Jackson (New York City, 23 giugno 1952) è un bassista e contrabbassista statunitense.
Jackson, descritto come "uno dei maestri dello strumento", si esibisce come session man e performer dal vivo. A lui si deve anche lo sviluppo del moderno basso a sei corde, da lui definito "chitarra contrabbasso".
Considerato una figura leggendaria della musica moderna, ha mosso i suoi primi passi nella musica con il pianoforte e la chitarra, per poi  passare al basso elettrico, influenzato dal bassista della Motown James Jamerson.
Ha partecipato a oltre 3.000 sessioni di registrazione e si può quindi affermare che Anthony Jackson sia uno degli artisti più prolifici di sempre, anche se in una carriera lunga quattro decenni ha rifiutato le offerte di registrare un album da solista fino all'incontro con il bassista/compositore greco Yiorgos Fakanas, che gli ha proposto di registrare come co-leader. Il risultato è Interspirit (Abstract Logix, 2010), un album fusion dal suono originale che riunisce i migliori musicisti greci agli archi e agli ottoni e i migliori musicisti americani del genere fusion.
Jackson ha suonato e registrato con alcuni dei più grandi nomi della musica moderna, tra cui Dizzy Gillespie, Buddy Rich, Paul Simon, Roberta Flack, Michel Petrucciani, Mike Stern, Quincy Jones, Madonna, Pat Metheny, Michel Camilo, Steely Dan., Hiromi Uehara.
Inventore del basso elettrico a sei corde, Anthony Jackson ha lasciato una indiscutibile impronta nella musica popolare e ha influenzato innumerevoli bassisti elettrici.